# Paramecocnemis
Paramecocnemis is een geslacht van libellen (Odonata) uit de familie van de Breedscheenjuffers (Platycnemididae).

## Soorten
Paramecocnemis omvat 2 soorten:
- Paramecocnemis erythrostigma Lieftinck, 1932
- Paramecocnemis stilla-cruoris Lieftinck, 1956